# إي تي في غرناطة
إي تي في غرناطة (بالإنجليزية: ITV Granada) قناة جهوية في شمال غرب إنجلترا، وكانت تسمى سابقا قناة غرناطة  نسبة إلى مدينة غرناطة الإسبانية.